# Charles Walter De Vis
Pour les articles homonymes, voir Devis (homonymie).
Charles Walter De Vis, née le 9 mai 1829 à Birmingham en Angleterre, et mort le 30 avril 1915) à Brisbane en Australie, est un zoologiste, ornithologue et ecclésiastique anglais. Né Devis, il adopte la graphie « De Vis » vers 1882.
Il renonce rapidement à ses fonctions ecclésiastiques pour se consacrer aux sciences, d'abord en Angleterre puis en Australie.

## Biographie
Après des études à l'université de Cambridge (Diplôme en 1851), il devient « curé » de Brecon, Somersetshire ; puis conservateur du musée de Queen's Park à Manchester.
Arrivé en Australie en 1870, il s'installe dans la région de Rockhampton ; contribuant à des articles sur le Queensland entre 1880 et 1881, sous le nom de plume de « Thickthorn ».
Conservateur du musée du Queensland entre 1882 et 1905, il fait partie du comité scientifique jusqu'en 1912. Ses principaux travaux portent sur les oiseaux fossiles du Queensland (Darling Downs) et de l'Australie méridionale (Cooper Creek).
Beaucoup des nouveaux taxa (genres et espèces) découverts par De Vis ont été plus tard modifiés par Patricia Vickers Rich et Gerard van Tets.
Membre fondateur de la Royal Society of Queensland en 1884, il en devient le président en 1888-1889. Il est également membre fondateur de la Royal Australasian Ornithologists Union en 1901, dont il fut le premier vice-président.